# Sulasalmensaari (ö i Enare träsk)
Sulasalmensaari, nordsamiska: Sudesčuálmáásuálui, är en ö i Finland. Den ligger sjön Enare träsk och  i kommunen Enare  i den ekonomiska regionen Norra Lappland och landskapet Lappland, i den norra delen av landet, 1 000 km norr om huvudstaden Helsingfors. Öns area är 1,8 hektar och dess största längd är 230 meter i öst-västlig riktning.